# Hyles hippophaes
Hyles hippophaes là một loài moth in the Sphingidae. Nó được tìm thấy ở Afghanistan, Armenia, Azerbaijan, Trung Quốc, Pháp, Georgia, Đức, Hy Lạp, Iran, Iraq, Kazakhstan, Kyrgyzstan, Mông Cổ, Pakistan, România, Serbia và Montenegro, Tây Ban Nha, Thụy Sĩ, Syria, Tajikistan, Thổ Nhĩ Kỳ, Turkmenistan, và Uzbekistan.

## Phụ loài
- Hyles hippophaes hippophaes

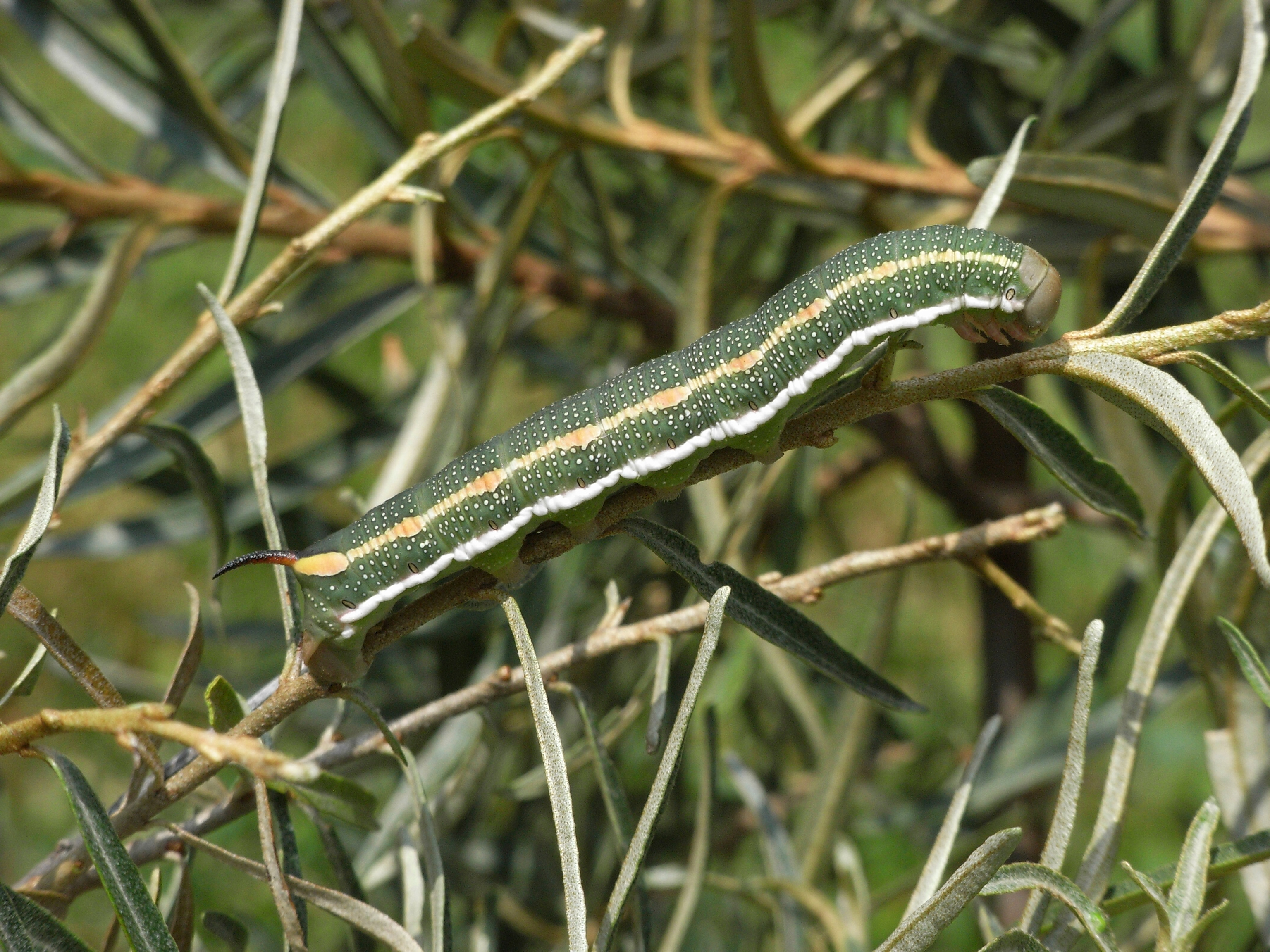
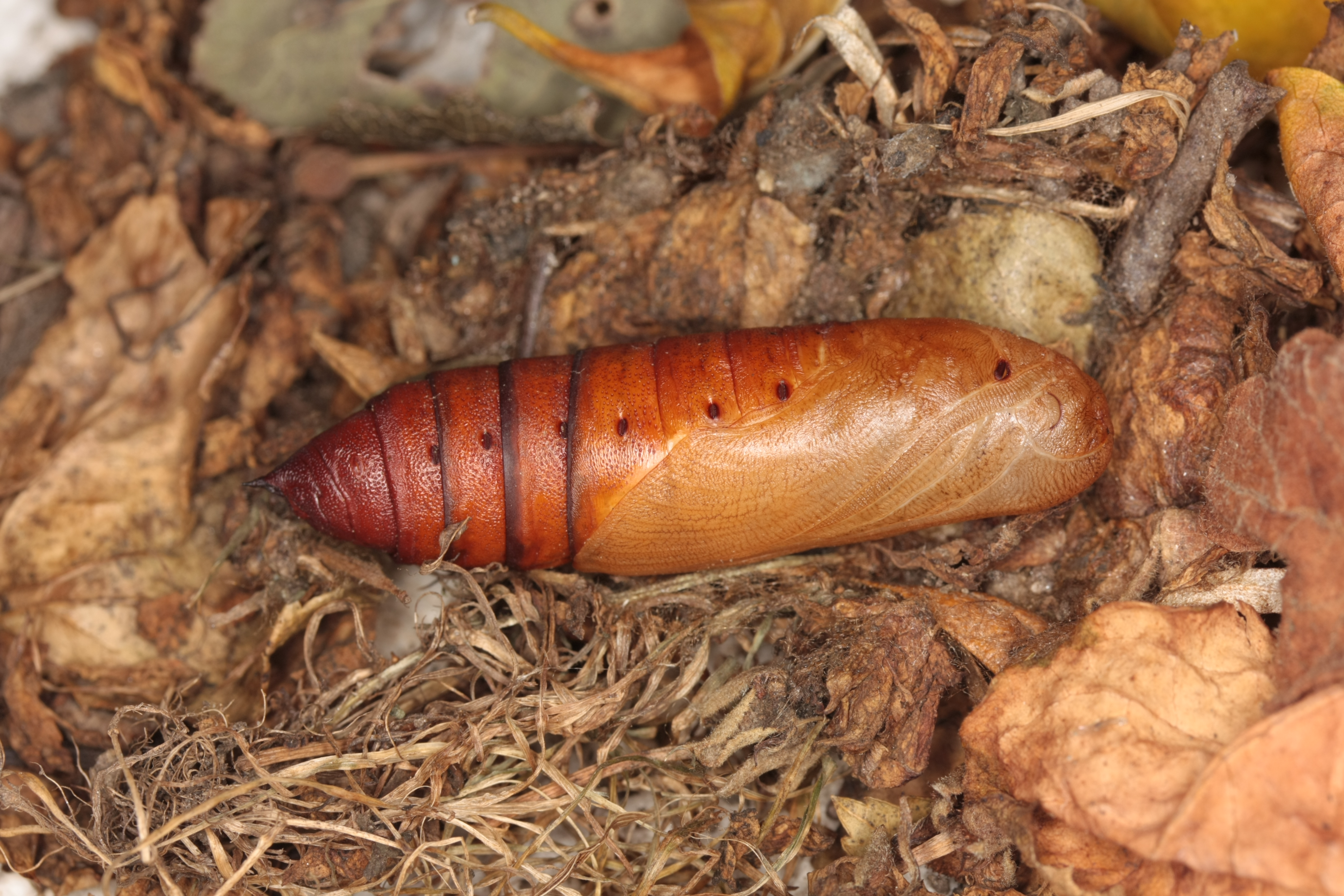

- Hyles hippophaes bienerti (Staudinger, 1874)
- Hyles hippophaes miatleuskii Eitschberger & Saldaitis, 2000

## Hình ảnh

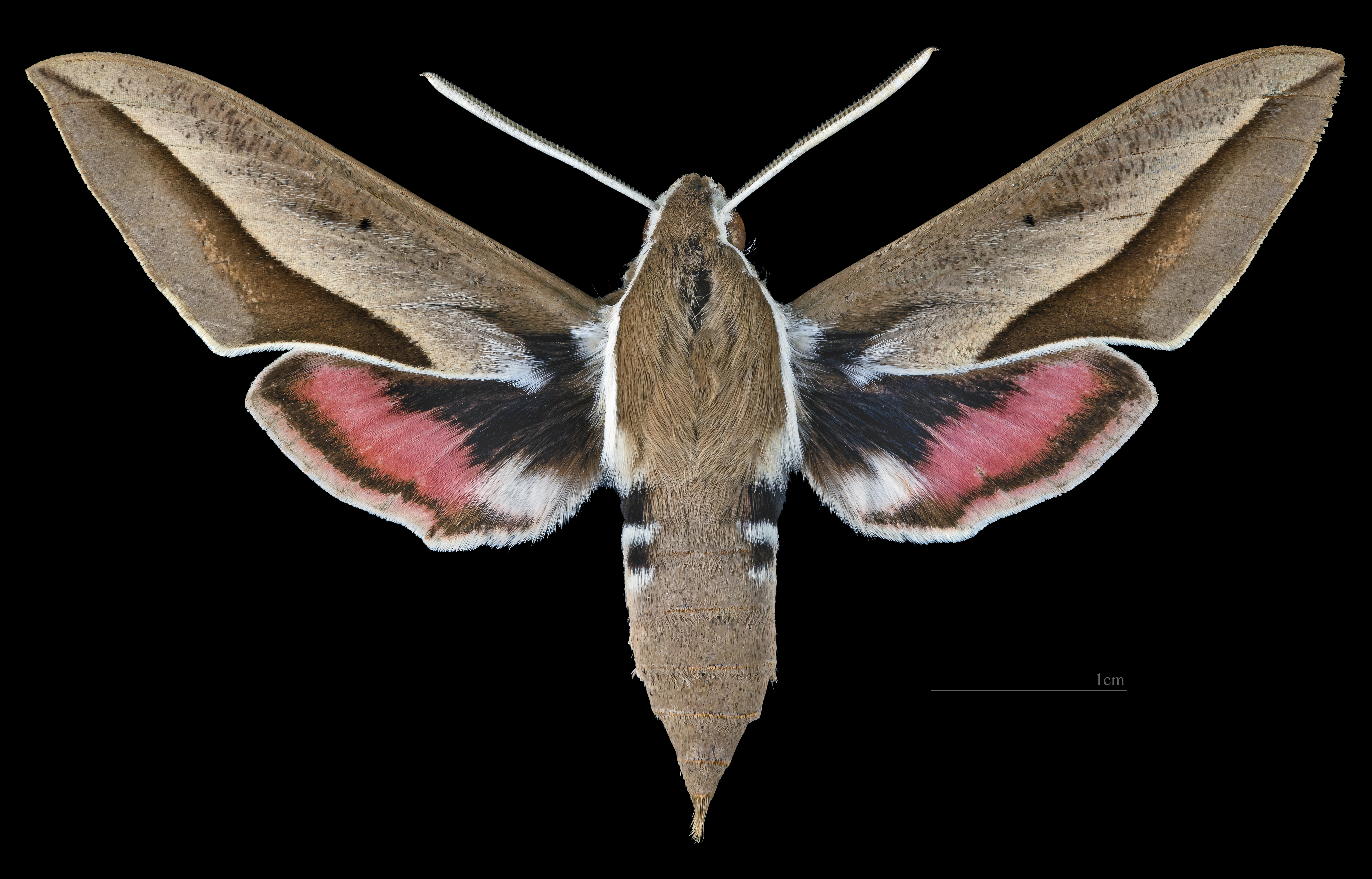
Hyles hippophaes ♂
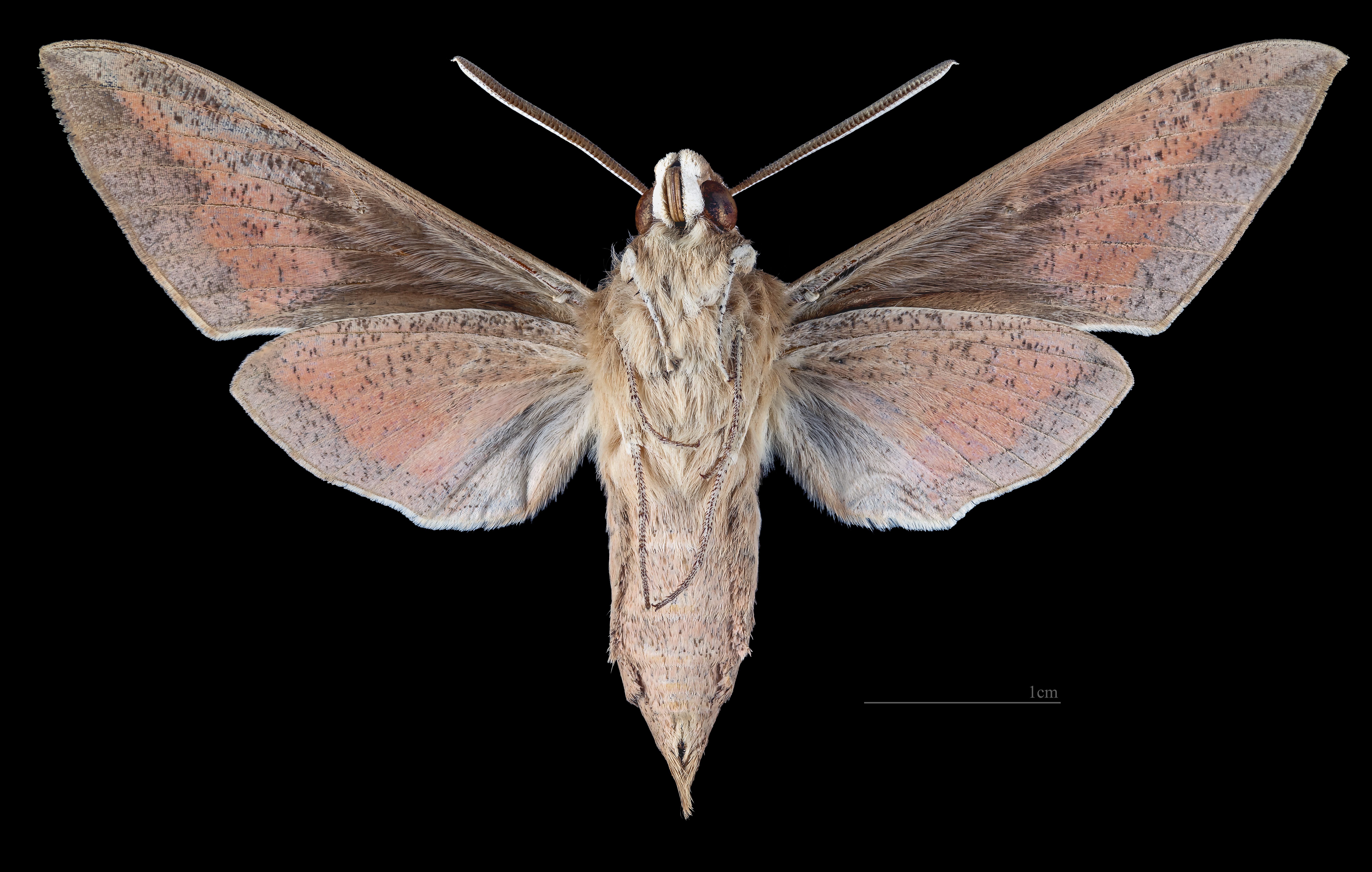
Hyles hippophaes ♂  △
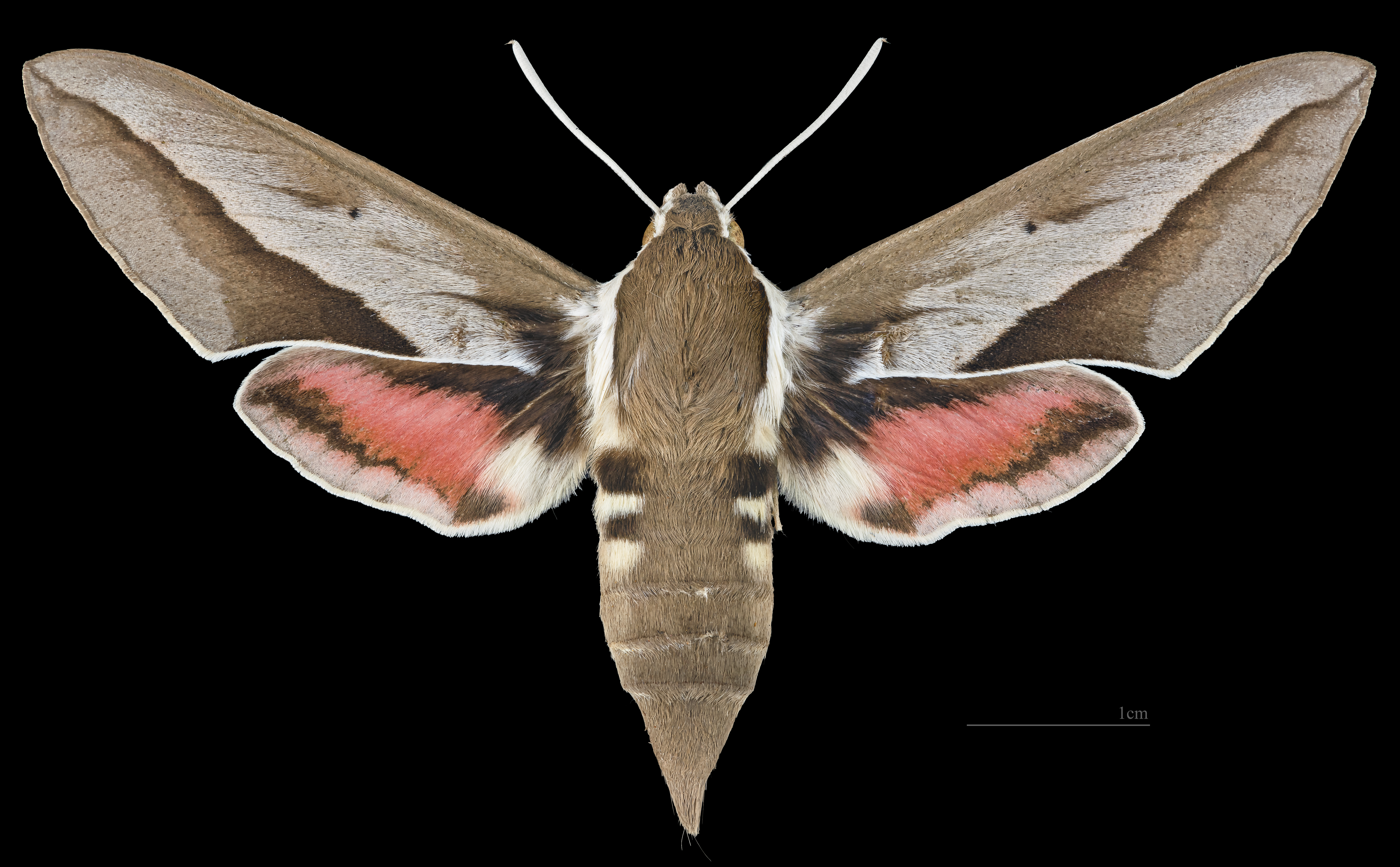
Hyles hippophaes  ♀
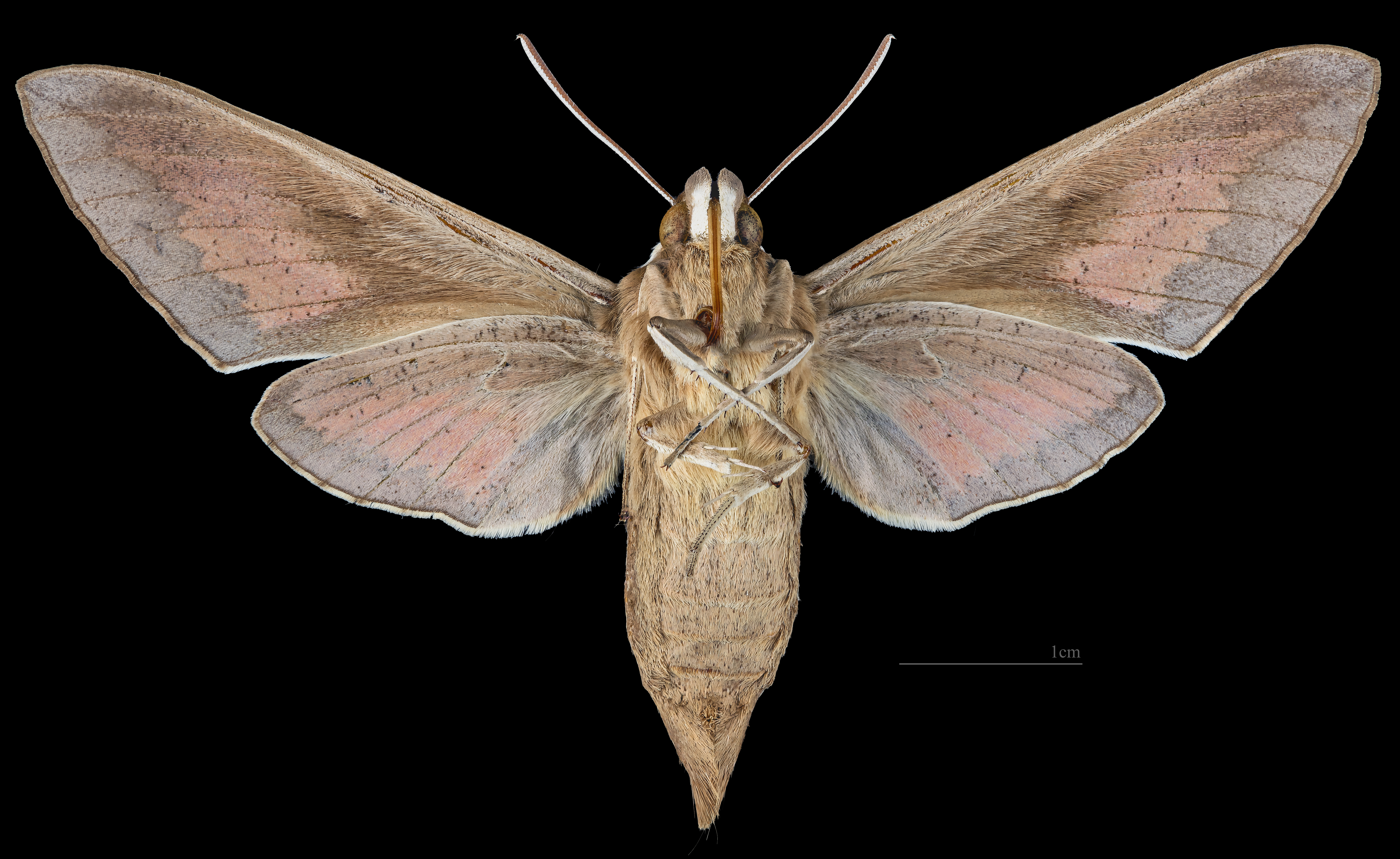
Hyles hippophaes ♀ △